# Núi Arbel
Núi Arbel (tiếng Hebrew: הר ארבל, Har Arbel) là một ngọn núi tại Galilea Hạ gần Tiberias ở Israel, núi này sở hữu những vách núi cao, tầm nhìn về Núi Hermon ở phía Cao nguyên Golan, những đường mòn dẫn đến một pháo đài hang, và những tàn tích của một đền thờ Do Thái giáo cổ. Núi Arbel nằm tách khỏi Núi Nitai; những vách núi của nó là kết quả của Thung lũng Jordan Rift và những biến đổi địa chất khi hình thành thung lũng.
Có bốn ngôi làng ở trên núi bao gồm: Kfar Zeitim, Arbel, Kfar Hittim, và Mitzpa. Trên đỉnh ngọn núi với độ cao 181 mét so với mực nước biển (380 mét so với vùng đất bao quanh), giúp bao quát khu vực (do phần lớn khu vực này nằm dưới mực nước biển) và từ đây có thể thấy được phần lớn Galilee đến Cao nguyên Golan bao gồm Safed, Tiberias và phần lớn Biển Galilee.

## Lịch sử

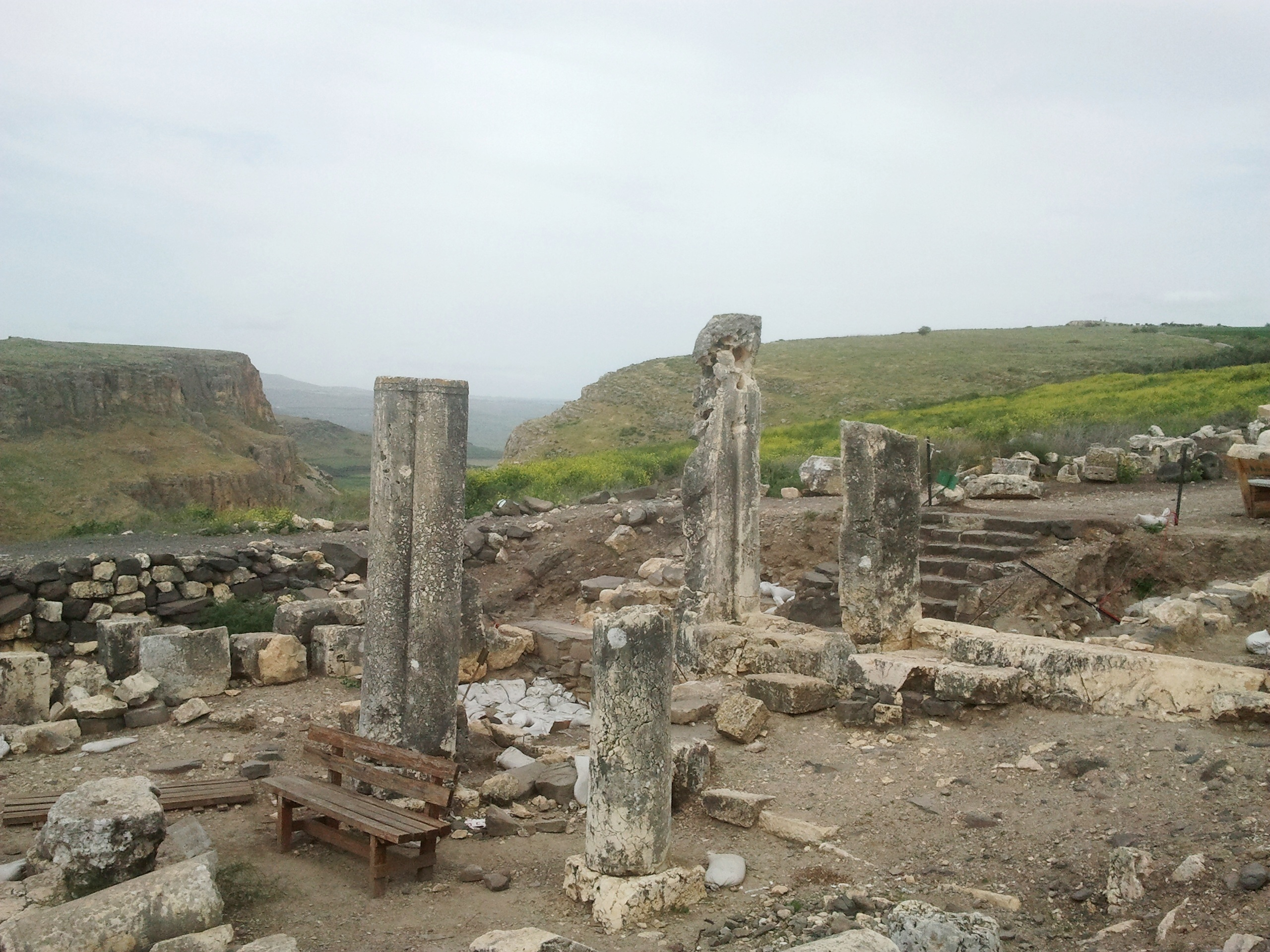
Nhà nguyện Do Thái cổ ở Arbel

Tàn tích còn sót lại của khu định cư Do Thái với một nhà nguyện từ thế kỷ thứ IV CE là những cột và ghế ngồi.
Bên trong ngọn núi có vô số những nhà ở trong hang được mở rộng từ những hang tự nhiên. Những tài liệu ghi nhận sự có mặt của người Do Thái tại những hang này có từ thời kỳ Second Temple. Những bức tường pháo đài mở rộng nhàm bảo vệ những hang này có từ thế kỷ XVII và xây bởi Ali Bek, con trai của emir Druze Fakhr ad-Din al-Ma'ani. Josephus viết bằng cách nào Herod Đại đế, với sự giúp đỡ của binh lính La Mã, đã đánh bại những kẻ nổi dậy cuối cùng ủng hộ vua Hasmonean Antigonus và đã lánh nạn tại núi Arbel.
Cũng chính Josephus, đã viết về chính ông ở ngôi thứ ba, kể về những hành động của ông khi bắt đầu Chiến tranh Do Thái-La Mã lần thứ nhất vào năm 66 CE:
"Hơn nữa, anh ấy [Josephus] đã xây những bức tường bảo vệ những hang động gần hồ Gennesar, nằm ở Hạ Galilee".
Những hang động nằm ở mạn dựng đứng phía bắc của núi được tái sử dụng trong thời kỳ Ottoman bởi triều Druze Ma'ani nhằm tạo ra lâu đài hang động có tên là Qal'at Ibn Ma'an.

## Khu dự trữ tự nhiên và công viên quốc gia
Khu vực này được công nhận là khu dự trữ tự nhiên vào năm 1967, có diện tích 1400 dunam. Công viên quốc gia (8509 dunams) bao gồm phần lớn Nahal Arbel, bắt đầu gần Eilabun và kết thúc tại Biển Galilee gần Migdal. Khu dự trữ bao phủ khu vực quanh ngay ngọn núi.
Mặt nam của ngọn núi có độ dốc thoai thoải giúp cho hoạt động nông nghiệp và chăn nuôi. Còn mặt kia là sườn dốc đứng cao 400 mét. Từ đây muốn leo xuống thung lũng bên dưới cần có sự hỗ trợ của những thanh vịnh sắt đóng vào núi đát. Tiếp theo là nhiều đường sắt dẫn tới ngôi làng Bedouin Hamaam.
NUi Arbel, nhờ vào độ dốc thẳng đứng 110 mét, là ngọn núi duy nhất ở Israel có phục vụ môn thể thao base jump. Một chuyến đi dã ngoại đến ngọn núi Arbel từ phía nam sẽ đi qua Đường mòn Quốc gia Israel, và đi từ hướng tây là qua đường mòn Jesus; những đường mòn này kết thúc ở đỉnh núi.

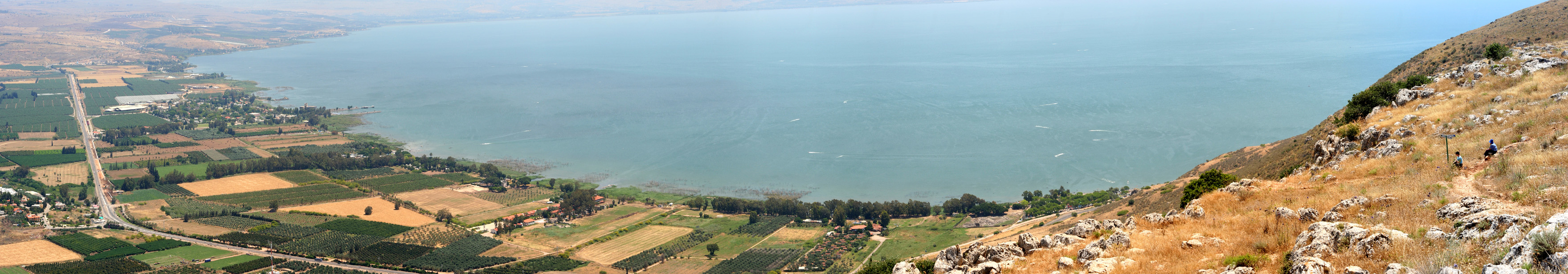
Panoramic view of the Sea of Galilee from the Mountain